# Khātūnābād (ort i Kerman)
Khātūnābād (persiska: خاتون آباد) är en ort i Iran.   Den ligger i provinsen Kerman, i den centrala delen av landet, 700 km sydost om huvudstaden Teheran. Khātūnābād ligger 1 842 meter över havet och antalet invånare är 3 883.
Terrängen runt Khātūnābād är en högslätt.Runt Khātūnābād är det glesbefolkat, med 16 invånare per kvadratkilometer. Det finns inga andra samhällen i närheten. Trakten runt Khātūnābād är ofruktbar med lite eller ingen växtlighet.